# Phrynobatrachus natalensis
Phrynobatrachus natalensis (tên tiếng Anh: Natal Dwarf Puddle Frog) là một loài ếch trong họ Petropedetidae.
Nó được tìm thấy ở Angola, Bénin, Botswana, Burundi, Cameroon, Cộng hòa Trung Phi, Cộng hòa Congo, Cộng hòa Dân chủ Congo, Bờ Biển Ngà, Eritrea, Ethiopia, Gambia, Ghana, Guinea, Guinea-Bissau, Kenya, Liberia, Malawi, Mali, Mozambique, Namibia, Nigeria, Rwanda, Senegal, Sierra Leone, Nam Phi, Sudan, Swaziland, Tanzania, Togo, Uganda, Zambia, Zimbabwe, và có thể cả Burkina Faso, Tchad, Lesotho, và Mauritania.
Các môi trường sống tự nhiên của chúng là các khu rừng khô nhiệt đới hoặc cận nhiệt đới, rừng ẩm vùng đất thấp nhiệt đới hoặc cận nhiệt đới, các khu rừng vùng núi ẩm nhiệt đới hoặc cận nhiệt đới, xavan khô, xavan ẩm, vùng đất có cây bụi nhiệt đới hoặc cận nhiệt đới, vùng cây bụi ẩm khu vực nhiệt đới hoặc cận nhiệt đới, đồng cỏ khô nhiệt đới hoặc cận nhiệt đới vùng đất thấp, đồng cỏ nhiệt đới hoặc cận nhiệt đới vùng ngập nước hoặc lụt theo mùa, đồng cỏ nhiệt đới hoặc cận nhiệt đới vùng đất cao, sông, sông có nước theo mùa, đầm nước, hồ nước ngọt, đầm nước ngọt, đầm nước ngọt có nước theo mùa, đất canh tác, vùng đồng cỏ, vườn nông thôn, các vùng đô thị, các khu rừng trước đây bị suy thoái nặng nề, ao, và đất nông nghiệp có lụt theo mùa.

## Hình ảnh

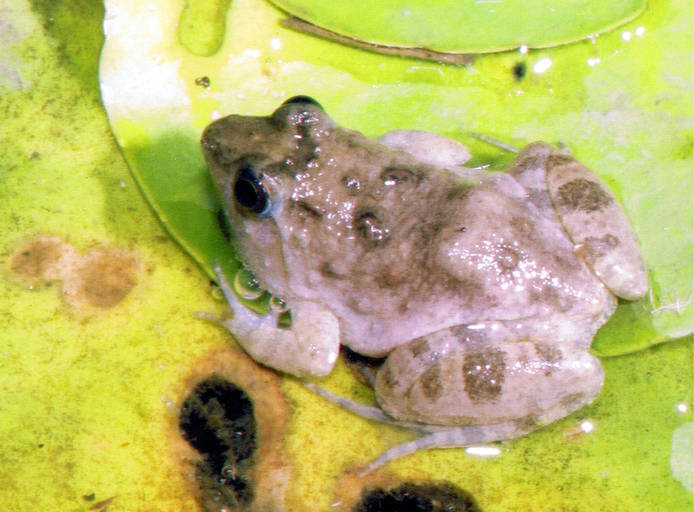
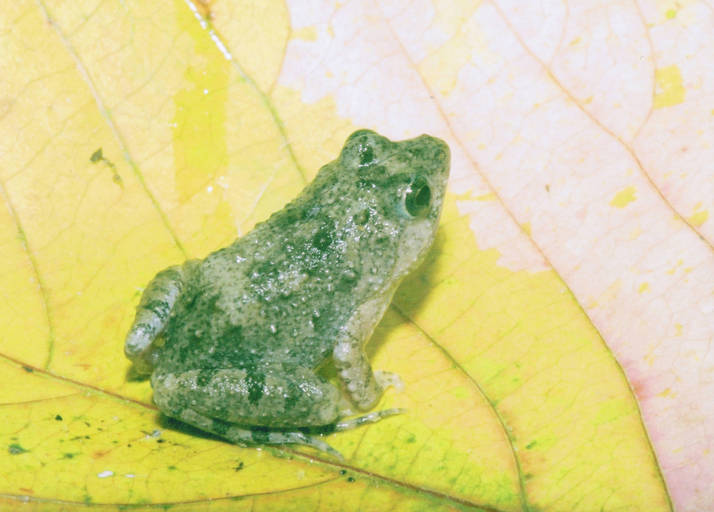
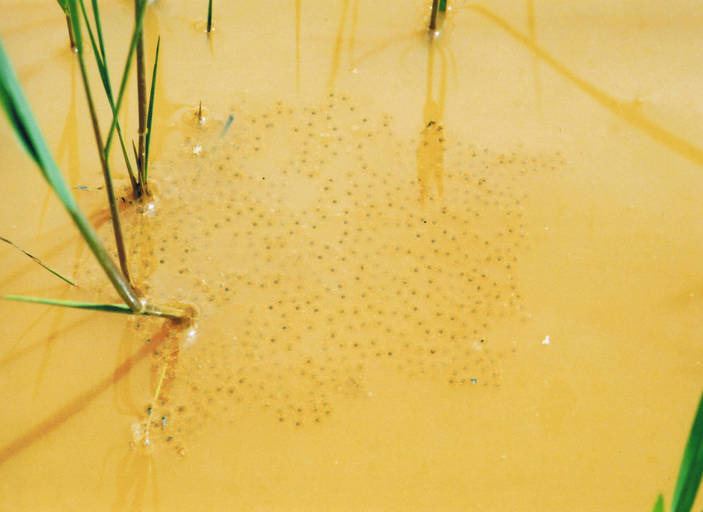
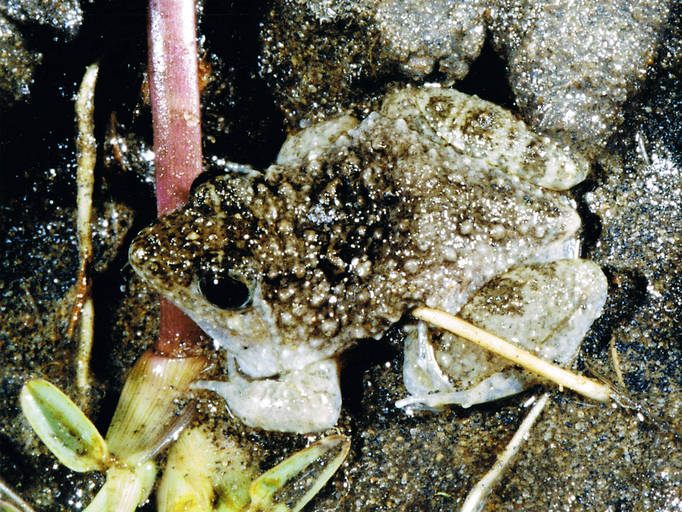